# Tomasz z Margi
Tomasz z Margi (syr. Toma bar Yaqoub) – żyjący w IX wieku nestoriański biskup oraz autor dzieła o historii monastycznej.
Urodził się na początku IX wieku, prawdopodobnie w rodzinie perskiej, w leżącym niedaleko Mosulu Salachu. W 832 roku został mnichem w monastyrze Bet Abe. Po kilku latach zaczął pełnić funkcję sekretarza Abrahama z Margi, opata Bet Abe i późniejszego Patriarchy Wschodu. W monastyrze napisał "Księgę Przywódców", opisującą historię konwentu, a także losy świętych zamieszkujących inne części Mezopotamii oraz regionów na wschód od Tygrysu. W ciągu trzynastu lat pontyfikatu Abrahama Tomasz został wyznaczony na biskupa Margi, a później metropolitę Bet Garmai.